# 石合信正
石合 信正（いしあい のぶまさ、1953年（昭和28年） - ）は日本の経営者。東京都出身。株式会社T&K TOKA（ベインキャピタル投資先）代表取締役社長兼CEO。2016年に日本の半導体会社であるエスアイアイ・セミコンダクタ（現エイブリック、英語名称ABLIC Inc.）の社長に就任した。同社は2018年にエイブリック株式会社に社名変更し、2018年にエイブリック株式会社代表取締役兼CEOに就任。2024年より、株式会社T＆K TOKA（ベインキャピタル投資先）代表取締役社長兼CEOを務める。

## 略歴
開成高等学校、慶応義塾大学卒業。
1978年、住友重機械工業入社。企画管理や東南アジア地域の貿易を担当。
1986年、バイエルに入社し、日本統括マーケティングとセールスのゼネラルマネージャーとなる。
1993年、ゼネラル・エレクトリックの当時の日本法人である日本ゼネラルエレクトリックに入社。2001年に設立されたGEポリマーランドジャパン（現・SABICジャパン合同会社の社長を務めた。
2002年、インベンシスに入社、アジア上席副社長に就任する。
2005年、アリスタライフサイエンスに入社、日本・アジアライフサイエンス事業統括CEOを務める
2011年、キャボットジャパンに入社し、代表取締役社長となる。
2016年よりエスアイアイ・セミコンダクタの代表取締役社長に就任。2018年にSIIセミコンダクタはエイブリックに社名変更し、代表取締役社長兼CEOとなる。2022年6月29日よりミネベアミツミ株式会社専務執行役員（それ以前は常務執行役員）となる。
2024年より、株式会社T&K TOKA（ベインキャピタル投資先）代表取締役社長兼を務めるCEO。

## 書籍
2022年
- 『展職のすすめ　人生のバリューを上げるキャリアアップ転職の秘訣』（2022年12月、幻冬舎、ISBN 978-4-344-93694-2）
- 『日本の技術力をもつ半導体メーカーに外資系スピード感を取り入れたら働きがいのある会社に生まれ変わった』（2022年11月、幻冬舎、ISBN 978-4-344-94108-3）

2024年
- 『アイスブレイクのすすめ　氷はとかせ！　滑っても転ばぬ先の杖』（2024年11月、文芸社、ISBN 978-4-286-25319-0）